# Pseudotypocerus proxater
Pseudotypocerus proxater là một loài bọ cánh cứng trong họ Cerambycidae.